# Maisontiers
Maisontiers ist eine westfranzösische Gemeinde mit 130 Einwohnern (Stand: 1. Januar 2022) im Département Deux-Sèvres in der Region Nouvelle-Aquitaine. Sie gehört zum Arrondissement Parthenay und zum Kanton Le Val de Thouet.

## Lage
Maisontiers liegt etwa 19 Kilometer ostsüdöstlich von Bressuire und etwa 14 Kilometer nördlich von Parthenay. Umgeben wird Maisontiers von den Nachbargemeinden Boussais im Nordwesten und Norden, Tessonnière im Norden und Nordosten, Louin im Osten und Südosten, Lageon im Süden, Amailloux im Südwesten und Westen sowie Chiché im Westen und Nordwesten.

## Bevölkerungsentwicklung
| Jahr                       | 1962 | 1968 | 1975 | 1982 | 1990 | 1999 | 2006 | 2013 | 2019 |
| Einwohner                  | 286  | 267  | 240  | 221  | 194  | 186  | 180  | 171  | 141  |
| Quellen: Cassini und INSEE |      |      |      |      |      |      |      |      |      |

## Sehenswürdigkeiten
- Schloss Maisontiers aus dem 15./16. Jahrhundert, Monument historique

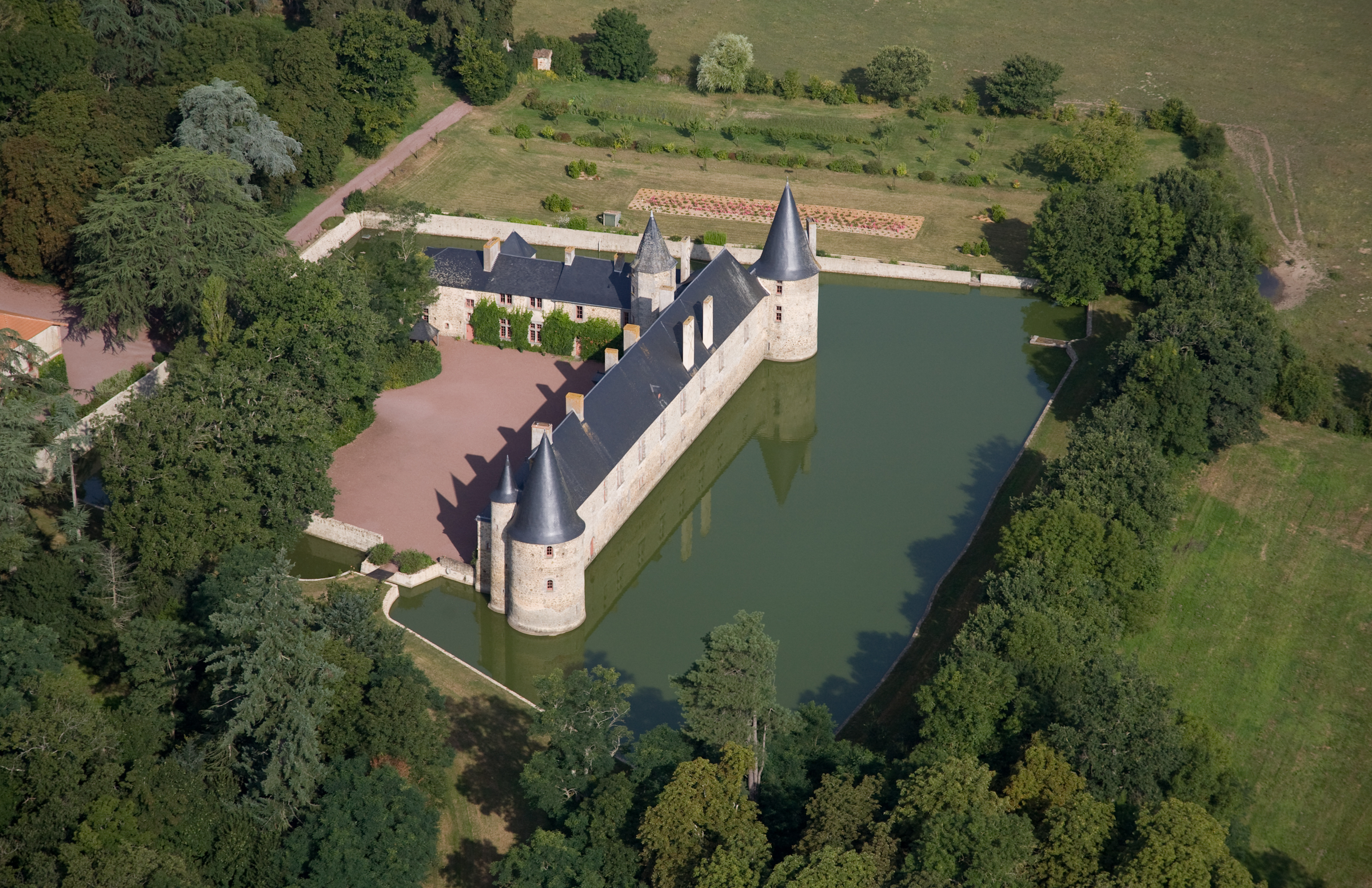
Blick auf das Schloss Maisontiers aus der Luft